# Осада Пондичерри (1793)
Осада Пондичерри (англ. Siege of Pondicherry), французской колонии в Индии, происходила 1—23 августа 1793 года и стала первым столкновением на Восточноиндийском театре Французских революционных войн. Благодаря удачным действиям флота британцам удалось полностью заблокировать Пондичерри и начать строительство укреплённых сооружений для батарей. Несмотря на значительные потери, понесённые в ходе артобстрела со стен города, и гибель главного инженера, они заблокировали город и 22 августа открыли ответный огонь по Пондичерри. В течение суток французский гарнизон объявил о его сдаче.

## Положение сторон к началу конфликта
К 1790-м годам Британия стала самой сильной и крупной державой на Индийском субконтиненте. Центром её владений был порт Калькутта в Бенгалии. Управлением данными землями занимались в основном представители Британской Ост-Индской торговой компании, которые содержали регулярную Британскую Индийскую армию, поддерживаемую отрядами регулярной армии империи. Эти силы принимали активное участие в Третьей англо-майсурской войне в 1789—92 годах. Поддержку им оказывала эскадра под командованием контр-адмирала Уильяма Корнуоллиса.
Французское военное присутствие в Индии было намного слабее британского, поскольку после начала Семилетней войны в 1754 году в колонии так и не было вложено значительное количество средств. Французы владели лишь рядом торговых портов, самым важным из которых был Пондичерри недалеко от британского Мадраса. Это была хорошо укреплённая крепость с современными оборонительными сооружениями, однако в случае начала крупной осады малый гарнизон мог не выдержать натиска. Французское военно-морское присутствие в регионе ограничивалось двумя фрегатами, которые были дислоцированы не в Индии, а на острове Иль-де-Франс.

## Предыстория
С 1789 года, когда произошла Французская революция, напряжённость на территории Европы росла с каждым годом. В 1792 году начались Французские революционные войны между новой республикой и союзом Австрии и Пруссии. Великобритания изначально оставалась в стороне от этого европейского конфликта, но дипломатические отношения с Францией быстро ухудшались. 1 февраля 1793 года, после казни свергнутого короля Людовика XVI Национальный конвент Франции объявил войну Британии и Нидерландам. Из-за большого расстояния известие о начале войны достигло Индии только через пять месяцев через консула в Александрии, Джорджа Балдуина. 2 июня новость прибыла в Мадрас, а 11 была передана руководству Британской Индии в Калькутту. Генерал-губернатор лорд Чарльз Корнуоллис, брат Уильяма, первоначально сам планировал принять участие в осаде Пондичерри на захваченном у Франции судне Бен Эме, но его удалось отговорить.

## Осада
Адмирал Корнуоллис узнал о начале войны 19 июня. В это время его эскадра находилась близ Тринкомали на Голландском Цейлоне. Адмирал отдал приказ немедленно отправится к Пондичерри, который был сразу же блокирован. Вскоре после этого британцы перехватили судно, доставлявшее в порт боеприпасы, а затем английский фрегат «Минерва» и три сопровождавших его корабля Ост-Индской компании захватили французский капер «Конкорд», который вышел из Пондичерри 3 июля. 9 июля британский флот перехватил направлявшуюся в порт шняву. 13 июля на юго-востоке от флота показались паруса, которые Корнуоллис принял за британские подкрепления. Однако в дальнейшем выяснилось, что это французский 40-пушечный корабль «Кибел» и три меньших судна, которые везли в Пондичерри подкрепление и боеприпасы. Корнуоллис решил дать бой противнику, но сблизившись с ним он обнаружил, что корабли поддержки рассеялись, а сам «Кибел» развернулся и скрылся.
Тем временем на суше мадрасская армия была передана под командование полковника Джона Брейтуэйта. Он собрал силы в Валаджабаде и двинулся на Пондичерри, попутно заняв город Виллианур на юго-западе и Ариан Купанг на юге, тем самым отрезав гарнизон от внутренних районов. 28 июля армия достигла города и заняла позицию на Ред Хилле (с англ. — «Красный холм»), откуда открывался вид на город. Брейтуэйт отправил командиру гарнизона, полковнику Просперу де Клеману, требование сдать город. Клеман отклонил его, и 30 июля Брейтуэйт приказал отрядам 71 и 74 пеших полков занять позицию к югу от городских стен. Заметив передвижение противника, французы открыли с бастионов сильный огонь по позициям англичан. Однако этот шаг британцев был лишь отвлекающим манёвром. Основное наступление Брейтуэйт планировал начать на северо-восточном направлении, где оборона была значительно слабее.
Следом британцами были предприняты попытки установить батареи к западу и северу от города. Однако шел проливной дождь, который замедлил  строительство земляных сооружений и позволил гарнизону города вести регулярный обстрел по рабочим. Особенно сильному обстрелу подверглись британские линии к северу от города, которые 12 августа были почти разрушены французскими артиллеристами. Но, несмотря на растущие потери, англичане продолжали возводить укрепления и устанавливать собственные артиллерийские батареи. 15 августа снарядом был убит главный инженер Брейтуэйта, подполковник Джодж Маул, который возвращался на базу после ночного осмотра траншей. 21 августа французам удалось обнаружить главную Королевскую батарею противника и повреждить её мощным огнём, но за ночь британцам удалось отремонтировать большую часть орудий. На следующий день подготовка была завершена, и 24-фунтовые орудия открыли ответный огонь по городу.
Через несколько часов после первых выстрелов с Королевской батареи стрельба со стороны французов прекратилась. Ответный огонь по англичанам вели лишь отдалённые батареи на флангах. В полдень британский огонь усилился поскольку к обстрелу подключилась батарея мортир, а уже в 16:30 над бастионами были подняты белые флаги. Клеман предлагал закончить стрельбу на 24 часа для обсуждения условий сдачи, но Брейтуэйт согласился вести переговоры лишь до 8:00 следующего дня и заявил, что всё это время британская армия продолжит строить осадные сооружения. Изолированный и лишённый поддержки, французский военачальник принял условия Бретуэйта. На следующий день британцы вошли в Пондичерри и овладели им. По сообщению англичан, французы всю ночь перед этим поглощали запасы спиртного и были слишком пьяны, чтобы официально сдаться.

## Итоги и последствия
В ходе осады британцы потеряли 88 человек убитыми и 131 раненым. Французские потери не были посчитаны, но в официальном отчёте они описываются как незначительные. Лишь немногие защитники погибли или были ранены в ходе единственного неполного дня обстрела. Британцы взяли в плен 645 французских солдат и 1014 сипаев, а также захватили 167 орудий различного калибра и большое количество боеприпасов. Сразу после падения Пондичерри остальные французские колонии на континенте — Карикал, Янам, Маэ и Чанданнагар — сдались без боя, что позволило британцам занять господствующее положение среди европейских держав на континенте. При этом основной причиной французского поражения стало практически полное отсутствие военно-морских сил в регионе. «Минерва» была единственным крупным кораблём Великобритании в Индийском океане, который был способен вести боевые действия и если бы французам удалось подавить его и сконцентрировать свои силы, то они намного дольше бы обороняли Пондичерри и нанесли значительный урон британскому торговому судоходству в регионе. Во время Французских революционных войн захваченные колонии оставались под контролем Великобритании, однако французы вернули их по результатам Амьенского мира 1802 года.